# موسیقی زهی تئوچو

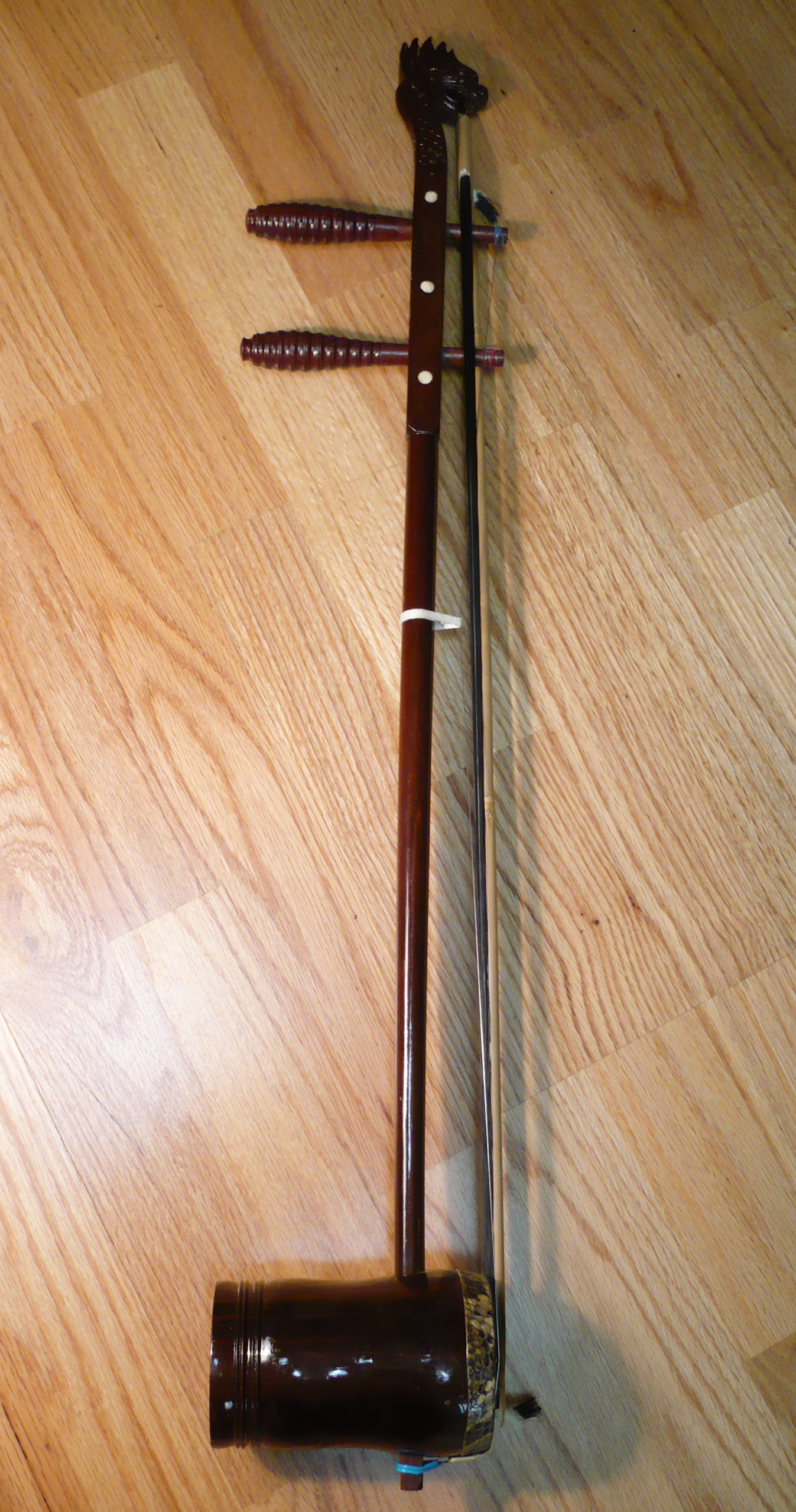
تیهو یکی از ابزارهای مورد استفاده در این سبک موسیقی

موسیقی زهی تئوچو یا Chaozhou xianshi (به چینی: 潮州 弦 诗؛ به انگلیسی: Teochew String Music) (همچنین با عنوان String-Poem Music "موسیقی شعرزهی" نیز نامیده می‌شود) یک سبک از موسیقی کلاسیک(سنتی) چینی و به عنوان نوعی موسیقی سیژو sizhu (یک موسیقی مجلسی با بهره‌گیری از "ابریشم / بامبو") طبقه‌بندی می‌شود اگرچه معمولاً فقط از سازهای زهی در این سبک موسیقی استفاده می‌کند. این موسیقی در شمال شرقی گوانگدونگ و بخش‌هایی از فوجیان و همچنین در مناطقی با نوازندگان Teochew (تئوچو) در خارج از چین مانند مالزی، سنگاپور، تایلند و ایالات متحده یافت می‌شود. منطقه Chaoshan (چائوشان) از گوانگدونگ، هم‌مرز با فوجیان و شامل شهرهای Chaozhou (چائوژو)، Shantou (شانتو) و Jieyang (جیه یانگ) می‌باشد و حوزه فرهنگی خاص خود را در این کشور تشکیل می‌دهد. در این منطقه بازدیدکنندگان اغلب با موسیقی شهر چائوژو همراه می‌شوند.

## تاریخچه
این موسیقی حاصلی از موسیقی تلفیقی از عناصر، آهنگ محبوب، آریاهای اپرا چینی، ملودی‌های باستانی و قطعات موسیقی بودایی می‌باشد و به دو سبک تبدیل می‌شود: سبک اول: (Rujia yue music (儒家乐 (موسیقی روجیا یوه) موسیقی مکتب کنفوسیاست که می‌تواند به عنوان یک ساز مستقل اجرا شود. ژانر این سبک موسیقی در عروسی‌ها و مراسم‌های دیگر و هدف آن ظرافت و اشراف است، در حالی که سبک دوم: (Pengding yue (棚顶乐 (پنگ دینگ یوه) در اصل موسیقی تئاتر است، هرچند ممکن است به صورت مستقل نیز نواخته شود.

## ابزارهای موسیقی
ابزارهایی که در این سبک موسیقی معمولاً مورد استفاده قرار می‌گیرند شامل چندین نوع لوت‌های تعظیم دو رشته‌ای با این عنوان‌ها است:(zixian (字 弦 (زیشیان)
(erxian (二弦 (ارشیان) یا (Touxian (头 弦 (توشیان: ساز سرب در سبک هاکا که کوتاهتر و مرتفع تر از ارشیان است) ،tihu (تیهو) (سطح پایین‌تر از زیشیان zixian، اقتباس ازگائوهو gaohu کانتونیایی) و یه هو yehu بزرگ و کوچک (بدن پوسته نارگیل)، و همچنین انواع مختلفی از لوتهای شکسته شده شامل: پیپا، سانشیان sanxian بزرگ و کوچک (سازهای بیس بی پروا مانند شمیزن)، کوین کوین qinqin (چهار رشته‌ای با گردن کوتاه و فرچه و بدن گرد)، روآن ruan (چهار رشته‌ای با گردن بلند و گشاد و بدن گرد) و می هوآکین meihuaqin می‌باشند. به غیر از موارد گفته شده، ژنگ zheng و یانگ کین yangqin (یک کمان دوسیم که تصور می‌شود از سنتور ایرانی مشتق شده باشد) در این سبک نواخته می‌شود و همچنین از سازهای کوبه ای شامل: یک بند چوبی دستی (muban موبان)، یک جفت بلوک «معبد» (دابان daban و فوبان fuban) که علامت ضرب و شتم، و یک طبل کوچک (ژه گو zhegu) استفاده می‌شود. ویولن سلولی نیز گاهی مورد استفاده قرار می‌گیرد، به خصوص به سبکی که در منطقه شانتو انجام می‌شود.

## قطعات
قطعات این سبک موسیقی شامل ده ترکیب برجسته از xianshi yue است که عناوین زیر تا تشکیل می‌دهد:
1. Zhaojun Yuan ژائوجون یوان (昭君怨، اندوه وانگ ژائوون)
2. Xiaotaohong شیائوتائوهونگ (小桃红)
3. Hanya Xishui هانیا شیشویی (寒鸦 戲水، هدایای بازی در آب)
4. Huangli Ci هوانگلی سی (黄鹂 词، فریاد اوریول‌ها)
5. Yue'er Gaoیوه ار گائو (月 儿 高، ماه بلند)
6. Dababan دابابات (大 八 板، هشت ضرب بزرگ)
7. Pingsha Luoyan پینگشا لوویان (落雁 落雁، گله غازها در ساحل)
8. Fengqiuhuang فنگ گبوهانگ (凤求凰، ققنوس مرد به دنبال زن است)
9. Wulianhuan وولیان هوآن (پنج گره زنجیر)
10. Jinshang Tianhua جین شانگ تیانهوآ (锦上添花، افزودن گل به بروکاد)

شکل هر یک از این قطعات به مجموعه ای از تغییرات (مضمون‌های مختلف) بر روی ملودی سهام (کوپایی یا "لحن اشاره ای") شباهت دارد. این تغییرات "ban" یا "ضربه‌زدن" نامیده می‌شوند و دنباله ای مرتب شده با تغییر سرعت و اندازه‌گیری را دنبال می‌کنند (بیشتر قطعات دارای شش یا هشت تعداد ضربه‌زدن هستند).